# Stewardson (Illinois)
Stewardson es una villa ubicada en el condado de Shelby en el estado estadounidense de Illinois. En el Censo de 2010 tenía una población de 734 habitantes y una densidad poblacional de 473,12 personas por km².

## Geografía
Stewardson se encuentra ubicada en las coordenadas 39°15′50″N 88°37′48″O / 39.26389, -88.63000. Según la Oficina del Censo de los Estados Unidos, Stewardson tiene una superficie total de 1.55 km², de la cual 1.55 km² corresponden a tierra firme y (0%) 0 km² es agua.

## Demografía
Según el censo de 2010, había 734 personas residiendo en Stewardson. La densidad de población era de 473,12 hab./km². De los 734 habitantes, Stewardson estaba compuesto por el 98.09% blancos, el 0% eran afroamericanos, el 0.27% eran amerindios, el 0.82% eran asiáticos, el 0.14% eran isleños del Pacífico, el 0.54% eran de otras razas y el 0.14% pertenecían a dos o más razas. Del total de la población el 0.68% eran hispanos o latinos de cualquier raza.